# 변기엽
변기엽(邊基燁, 일본식 이름: 原邊基燁, 1913년 12월 20일 ~ ?)은 일제강점기부터 활동한 대한민국의 법조인이다. 종교는 불교다.

## 생애
평양에서 조선총독부 관리였던 변경삼의 차남으로 태어났다. 경성법학전문학교를 졸업하고 고등문관시험 사법과에 합격하여 총독부 판사가 되었다. 일제 강점기 동안 평양지방법원 사법관시보를 거쳐 전주지방법원 판사를 지냈다.
태평양 전쟁 종전 후 미군정 지역에서 활동하였다. 서울에서 변호사를 개업하여 1949년에 반민족행위처벌법에 따라 반민족행위특별재판이 열렸을 때 박종표의 변호인을 맡기도 했다.
법조불교인연합의 전신인 대한불교법조인회가 1970년에 창립되었을 때 중심 역할을 하고 초대 회장에 올랐다. 1977년까지 서울변호사회 회장 겸 대한불교법조인회 회장으로 변호사 활동을 계속하고 있었다.
2008년 민족문제연구소가 발표한 친일인명사전 수록예정자 명단 사법 부문에 선정되었다. 아버지 변경삼은 관료 부문에 들어 있다.

## 같이 보기
- 변경삼

## 참고자료
- 변기엽(邊基燁) - 국사편찬위원회